# Gildehaus (Bad Bentheim)

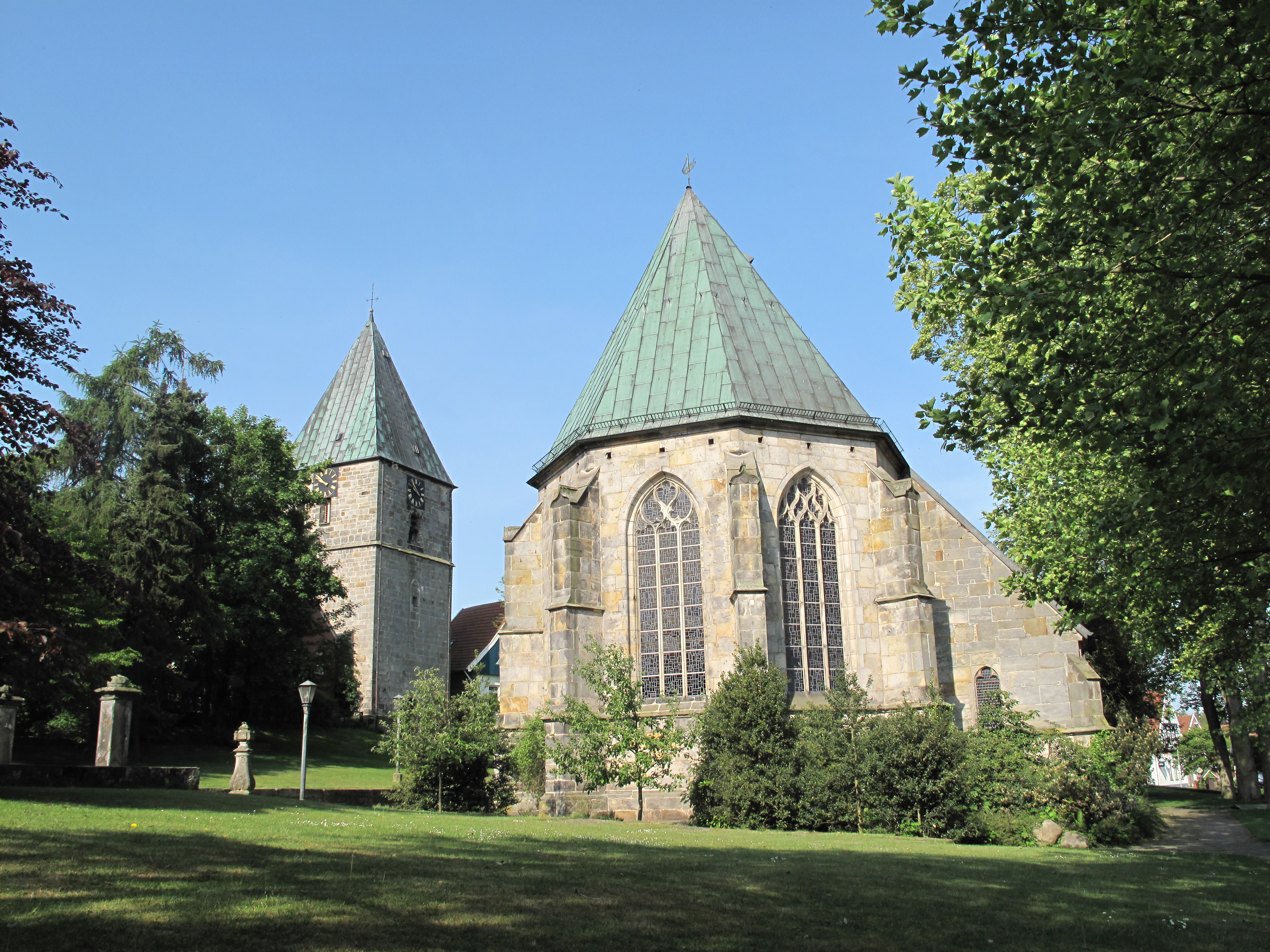
Gildehaus, evangelische Kirche

Gildehaus ist ein Ortsteil der Stadt Bad Bentheim in Niedersachsen (Deutschland) und liegt im Landkreis Grafschaft Bentheim an den Grenzen zu Nordrhein-Westfalen und den Niederlanden. Das Dorf Gildehaus, auf zwei Höhenrücken (Ausläufer Teutoburger Wald) gelegen und heute staatlich anerkannter Erholungsort, trägt seit 1923 den Beinamen „Perle der Grafschaft“.

## Geschichte
Der Ort war bereits 1292 eine selbstständige Pfarre, die sich von Schüttorf abgezweigt hatte und zunächst als Nova ecclesia (Neue Kirche) bezeichnet wurde. Seit 1292 wurde der Ort auch urkundlich mit dem Eigennamen Nyenkerken erwähnt. Der Ort dürfte somit wesentlich älter sein, auch wenn er nicht früher beurkundet ist. Der Name Gildehaus leitet sich nicht von Handwerkergilden ab, sondern bezeichnet nach Hermann Abels ein Haus, das man in früherer Zeit in den Bauerschaften zur Aufnahme des Archidiakons (etwa Dechant) hatte. Solche Häuser (im Raum Osnabrück verbreitet) dienten ebenfalls zu Gildeversammlungen der Gemeindegenossen und wohl auch als Schul- und Armenhäuser.
Einer der Täufer, Bernhard Krechting, war Pastor in Gildehaus. Mit zahlreichen Gildehausern zog er nach Münster und gründete dort das Täuferreich. Seit der Reformation ist das Dorf jedoch überwiegend evangelisch-reformiert. Einen zunehmend starken Anteil an der Bevölkerung stellen Niederländer, die sich wegen neuer Baugebiete in Gildehaus niederlassen.
Zu Beginn des Dritten Reichs gab es in Gildehaus zahlreiche Konflikte zwischen Eiserne Front (Reichsbanner/SPD) und der örtlichen NSDAP, besonders zwischen dem NSDAP-Kreisleiter Josef Ständer und dem Reichsbannermann Heinrich Kloppers. Kloppers wurde 1944 im KZ Neuengamme ermordet.
Gildehaus wurde am 1. März 1974 in die Stadt Bentheim eingemeindet. Bentheim bekam dann die ehemalige Gildehauser Postleitzahl 4444. Zum Kirchspiel Gildehaus gehören die ehemaligen Gemeinden Achterberg, Bardel, Hagelshoek, Holt und Haar, Sieringhoek, Waldseite und Westenberg.
Die spezifische Mentalität der ortsansässigen Bevölkerung wird in der heimatkundlichen Literatur seit langem als „Gildehauser Eigenart“ umschrieben. Im Gegensatz zu anderen Stadtteilen haben sich hier viele dörfliche Traditionen bewahrt. Plattdeutsch als Alltagssprache ist weit verbreitet.

## Politik
Politisch wird in Gildehaus überwiegend sozialdemokratisch gewählt, während im Kirchspiel Konservative und die CDU dominieren.
| Bürgermeister                          | Zeitraum                                                                               |
| -------------------------------------- | -------------------------------------------------------------------------------------- |
| Everhard Hagen                         | 1813–1816 (1816 verstorben)                                                            |
| Jan Wilhelm Schrader                   | 1816–1839 (1839 verstorben)                                                            |
| August Ernst Roskott                   | 1842–1846 (1846 verstorben)                                                            |
| Lambertus Hoon                         | 1846–1877 (1877 verstorben)                                                            |
| Hermann Gerhard Hoon                   | 1877–1891                                                                              |
| Bernhard Hagels                        | 1891–1920                                                                              |
| Ernst Buermeyer, Lehrer (DVP)          | 1920–1933 (vom NSDAP-Kreisleiter vertrieben)                                           |
| Weynand Vos, Kaufmann (NSDAP)          | 1933–1943 (vom Kreisleiter eingesetzt)                                                 |
| Johann Bründermann, Kaufmann (NSDAP)   | 1943–1944 (vom Kreisleiter eingesetzt; 1944 Unfalltod in den Niederlanden)             |
| Wilhelm Bornhalm, Vorarbeiter (NSDAP)  | 1944–1945 (vom Kreisleiter eingesetzt; 1945 von britischer Militärregierung entlassen) |
| Anton Ringena, Pastor                  | 1945 (von britischer Militärregierung eingesetzt)                                      |
| Paul Hoon, Textilfabrikant             | 1945–1946 (von britischer Militärregierung eingesetzt)                                 |
| Heinrich Rahe, Bäckermeister (CDU)     | 1946–1949                                                                              |
| Heinrich Spalink, Lehrer (SPD)         | 1949–1955                                                                              |
| Heinrich Hölscher, Kaufmann (CDU)      | 1955–1956                                                                              |
| Heinrich Spalink, Lehrer (SPD)         | 1956–1968                                                                              |
| Ernst Wegkamp (UWG)                    | 1968–1972                                                                              |
| Dietrich Mersmann, Finanzbeamter (SPD) | 1972–1974 (Amtszeit wegen Eingemeindung nach Bentheim erloschen)                       |

## Wirtschaft
Viele Jahrhunderte stellte die Landwirtschaft in Dorf und Kirchspiel den Haupterwerb, bevor im 12. Jahrhundert die (holländischen) Steinhandelsgesellschaften in den Steinbrüchen den Gildehauser Sandstein abbauen ließen. Der Sandstein wurde vor allem zum Bau von Kirchen und Rathäusern – auch in den benachbarten Niederlanden – verwendet.
Im 18. Jahrhundert siedelten sich erste Textilbetriebe an, so dass sich die Wirtschaftsstruktur grundlegend wandelte und Gildehaus zu einem textilindustriell geprägten Arbeiterdorf wurde. Mit dem Niedergang der Textilindustrie ging ab Mitte der achtziger Jahre des zwanzigsten Jahrhunderts der Aufbau des von Niederländern betriebenen Unfallwagenhandels einher. Gildehaus wurde international zu einem Zentrum des Unfallwagenhandels. Zahlreiche Osteuropäer kauften und kaufen hier Unfallwagen, um sie in ihre Heimat zu importieren.
Mitte der 1920er Jahre erhielt Gildehaus, nicht zuletzt durch den auf einem Höhenrücken (Ausläufer Teutoburger Wald) angelegten „Bürgergarten“, den Beinamen „Perle der Grafschaft“. 1985 wurde das Dorf staatlich anerkannter Erholungsort. Die „weiße Industrie“, d. h. der Ausbau des Fremdenverkehrs durch Hotels, Veranstaltungen usw., ist zurzeit jedoch eher bescheiden.
Große Bedeutung kommt dem stark von niederländischen Gewerbetreibenden genutzten Gewerbegebiet „K 26 / Westenberg“ zu. Hier, in unmittelbarer Autobahnnähe (A 30) auf deutscher Seite, haben sich viele deutsche und niederländische Firmen angesiedelt. Größter Arbeitgeber im Dorf ist derzeit das Eylarduswerk, eine evangelische Diakonieeinrichtung der Jugendhilfe mit ca. 280 Beschäftigten.

## Verkehr

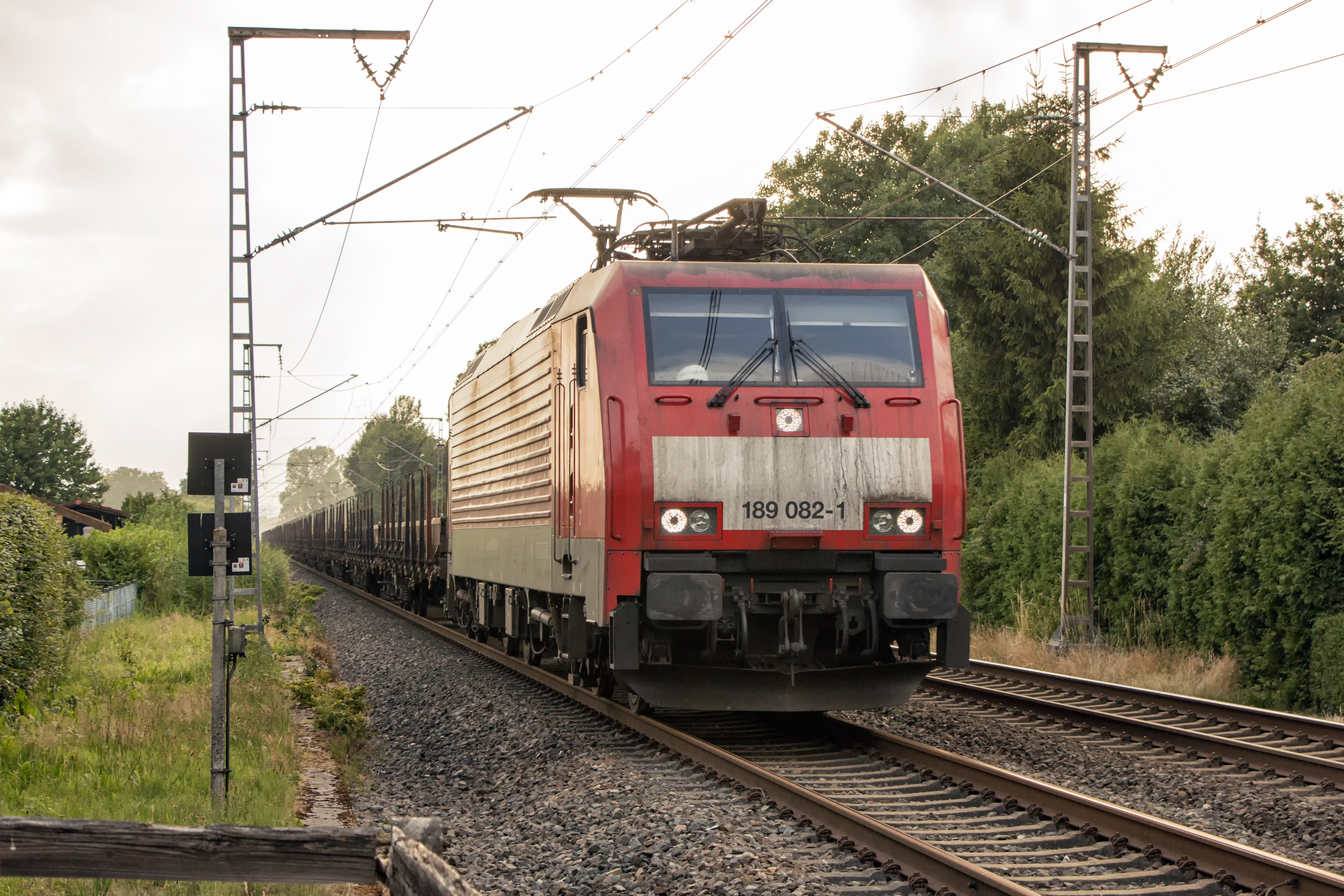
Güterzug auf der Bahnstrecke Almelo–Salzbergen im Bereich Gildehaus

Gildehaus liegt an der Bahnstrecke Almelo–Salzbergen. Ab Dezember 2017 fahren die Züge der RB 61 bis Hengelo, jedoch ohne Halt in Gildehaus.

## Kultur und Sehenswürdigkeiten

### Ostmühle

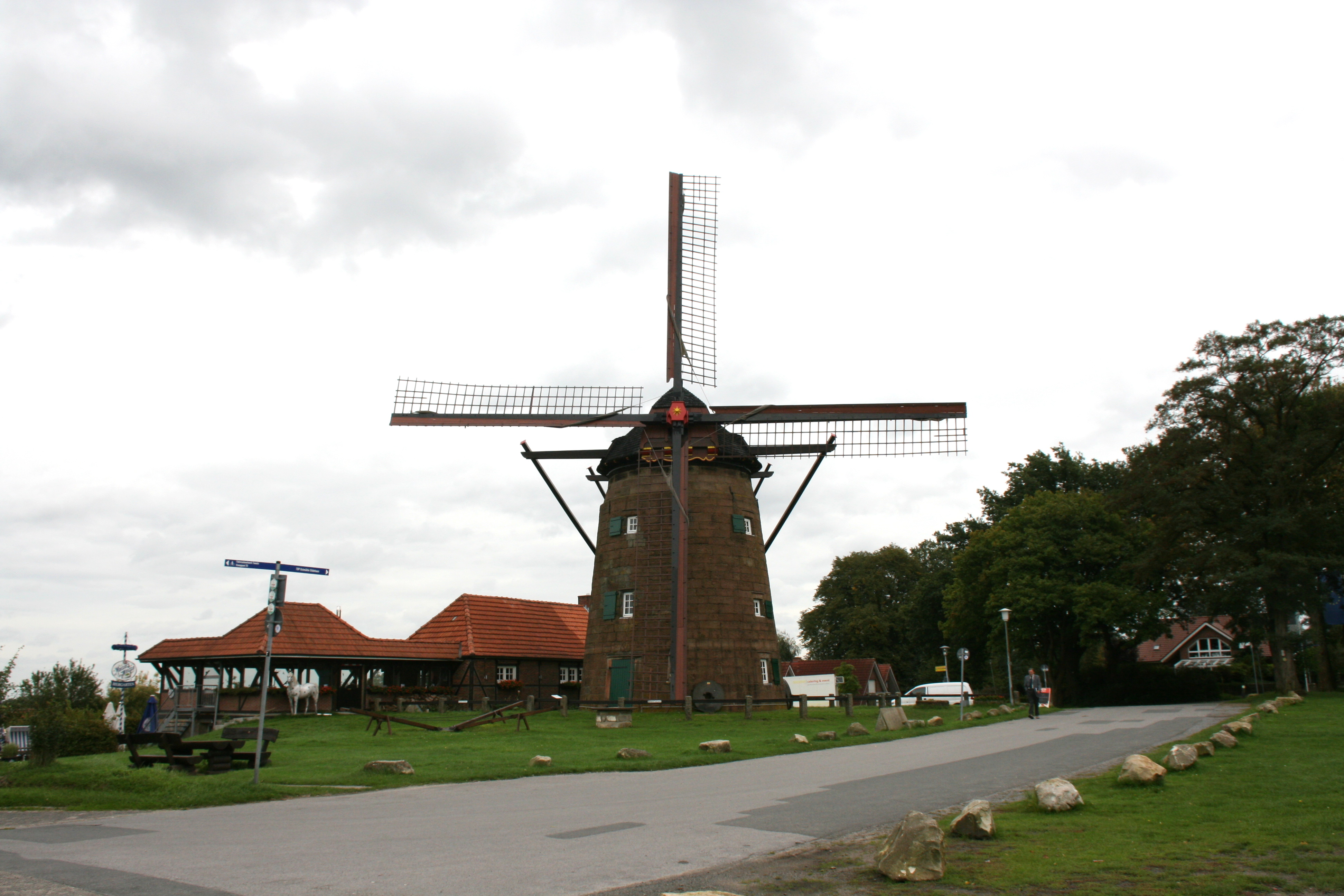
Die Ostmühle in Gildehaus

Die ursprüngliche Ostmühle wurde zwischen 1610 und 1618 am Ostende des Dorfes in „Benings Büßken“ erbaut. Bis wann sie in Betrieb war, ist unklar. Eindeutig festgehalten ist aber, dass sie Anfang des 18. Jahrhunderts nicht mehr betrieben wurde. Eine neue Ostmühle weiter westlich hatte ihre Aufgaben übernommen. Diese neue Mühle war eine zwischen 1668 und 1680 erbaute hölzerne Ständermühle. Bereits 1702 war sie sechsmal effizienter als die alte Mühle. 1747 stürzte sie während eines Sturms ein. 1750 wurde sie durch eine Windmühle aus Bentheimer Sandstein ersetzt. Diese Mühle wurde vom Graf Friedrich Carl Philipp zu Bentheim unterhalten. Die häufig wechselnden Pächter mussten hohe Summen bezahlen.
1937 wurde die Mühle renoviert und erhielt neue Flügel. Diese wurden 1939 bei einem Unwetter zerstört. Daraufhin wurde sie auf Elektrokraft umgerüstet. Bis nach dem Zweiten Weltkrieg war die Mühle zur Haferflockenherstellung benutzt. Obwohl die Mühle 1966 nochmal neue Flügel erhielt, wurde sie nicht nochmal in Betrieb genommen.
Der Landkreis Grafschaft Bentheim ließ die Mühle unter hohem finanziellen Aufwand noch einmal renovieren. Seit 1986 wird sie von den ehrenamtlichen Freizeitmüller des Verkehrs- und Verschönerungsverein bewirtschaftet.

### Lukasmühle

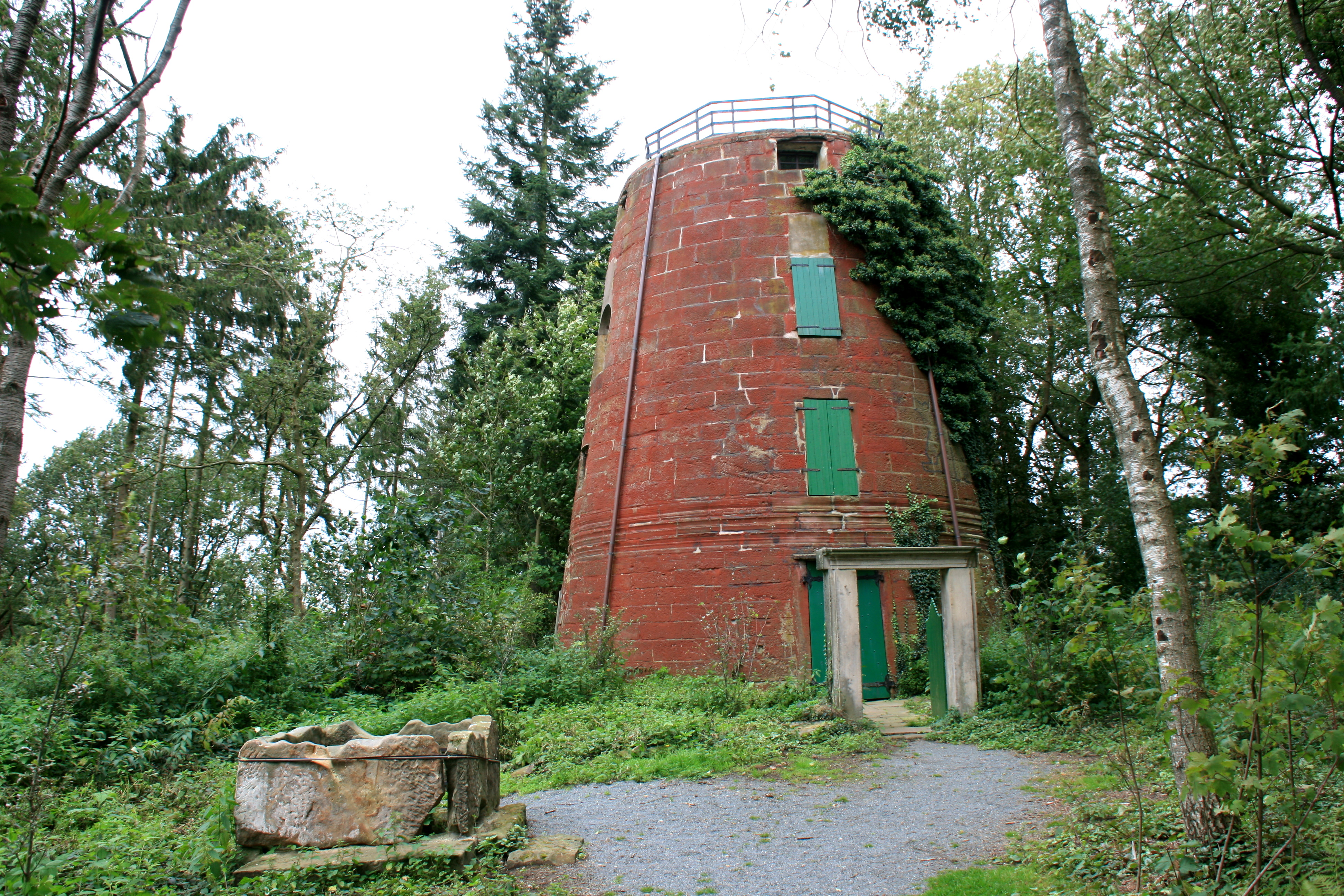
Die Lukasmühle in Gildehaus

Bereits 1720 wurde neben der Ostmühle eine zweite Mühle erbaut. Sie war die erste Mühle komplett aus Sandstein in der Grafschaft Bentheim. Als Architekt wurde ein Holländer beauftragt. Auch diese Mühle wurde durch einen Sturm im Jahr 1791 stark beschädigt. Sie wurde renoviert und mit kleinen Unterbrechungen bis zum Ostersonntag 1945 betrieben. Die Mühle brannte bis auf den Stumpf aus, als kanadische Truppen Gildehaus beschossen.
1947 sollte der Stumpf eigentlich abgerissen werden. Der Künstler Friedrich Hartmann übernahm den Stump und verhinderte so den Abriss. Er baute ein neues Dach und nutzte die Mühle als Atelier und Wohnung. Auf die Außenfassade malte er eine übergroße Lukas-Darstellung, die der Mühle ihren heutigen Namen gab. Nach seinem Tod wurde aus der Mühle ein Museum, das an den Künstler erinnert. Nach dem Tod seiner Frau hat das Museum nur noch selten geöffnet.

### Evangelisch-reformierte Kirche

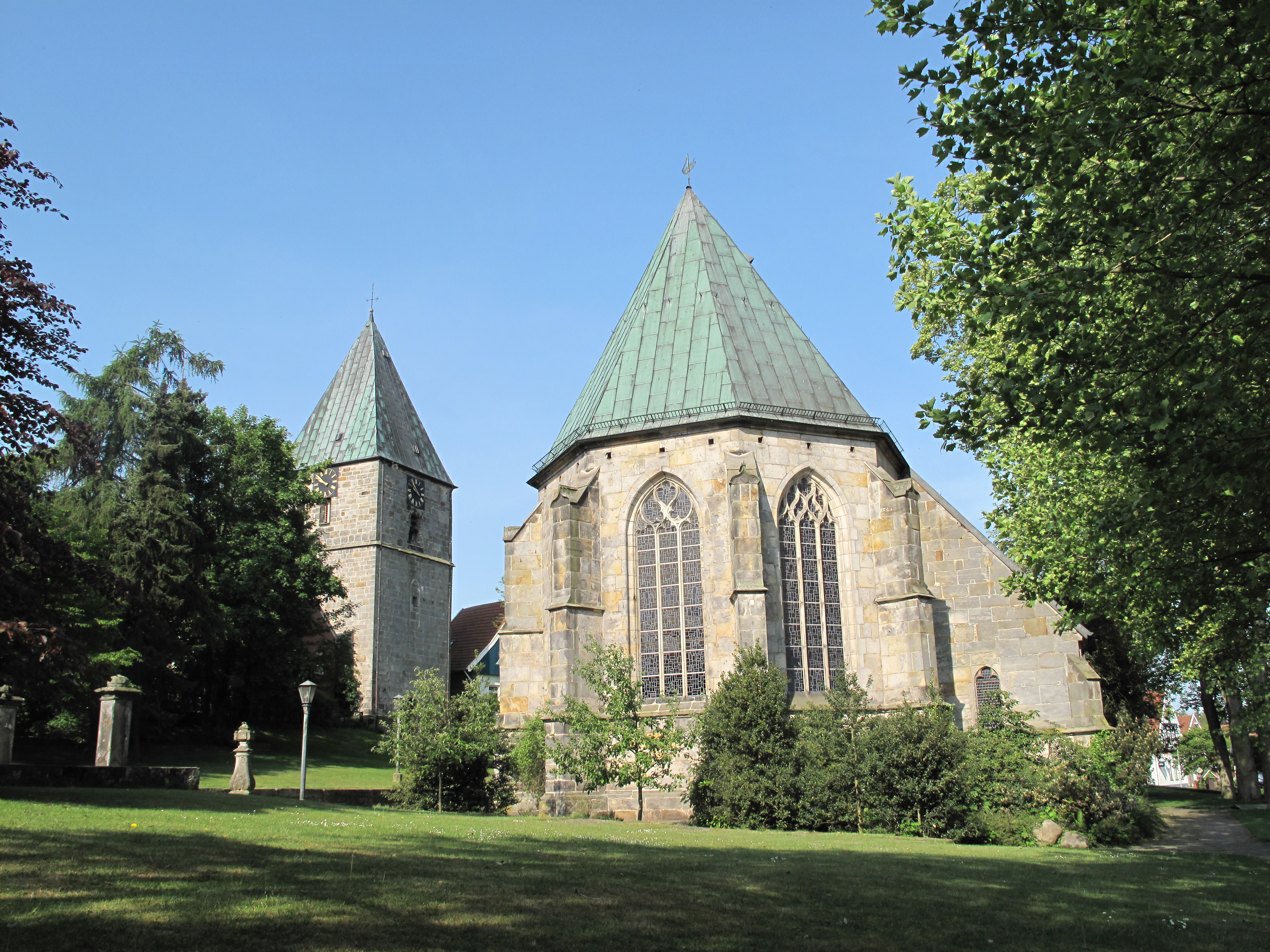
Die Kirche in Gildehaus und der Glockenturm

Die Kirche in Gildehaus stammt aus dem 13. Jahrhundert. Im Jahr 1246 schenkten Graf Balduin und sein Sohn Otto dem Kloster Wietmarschen die Kirche in Schüttorf als Sühne für einen Missbrauch ihrer Vogteigewalt. Sie äußerten aber sofort die Absicht, im Westen der Pfarrgemeinde Schüttorf eine neue Kirche zu bauen. 1321 taucht das erste Mal urkundlich erwähnt der Name „Gyldehus“ als Standort auf. Die Kirche wurde der Heiligen Anna und Maria, der Mutter Jesu, gewidmet.
Als erstes stand hier wahrscheinlich eine Holzkirche. Durch den Sandsteinabbau in Gildehaus wird sie später eine der ersten Steinkirchen gewesen sein.
Neben der evangelisch-reformierten Kirchen steht der 40 Meter hohe Glockenturm. Der heutige Turm stammt aus dem 14. Jahrhundert. Der ursprüngliche Turm diente gar nicht als Glockenturm. Die Kirche in der Nähe wurde erst später gebaut. Im Erdgeschoss war ursprünglich ein Versammlungsraum, im mittleren Geschoss ein Speicher und im Obergeschoss befanden sich Wohnungen. Der Turm ist vermutlich die Keimzelle des Ortes. Der Name Gildehaus weist ja auf einen Bau aus Stein hin.
Bemerkenswert ist die kunstvoll gearbeitete Kanzel, die aus dem Jahr 1617 stammt und damit die älteste noch benutzte Kanzel in der weiten Umgebung ist. Sie wurde von den beiden Gildehauser Steinmetzen Hermann Buhr und Gerhard Kaiser aus hiesigem Sandstein geschaffen und zeigt noch deutlich den Einfluss der Renaissance.

### Kunstgeschichte

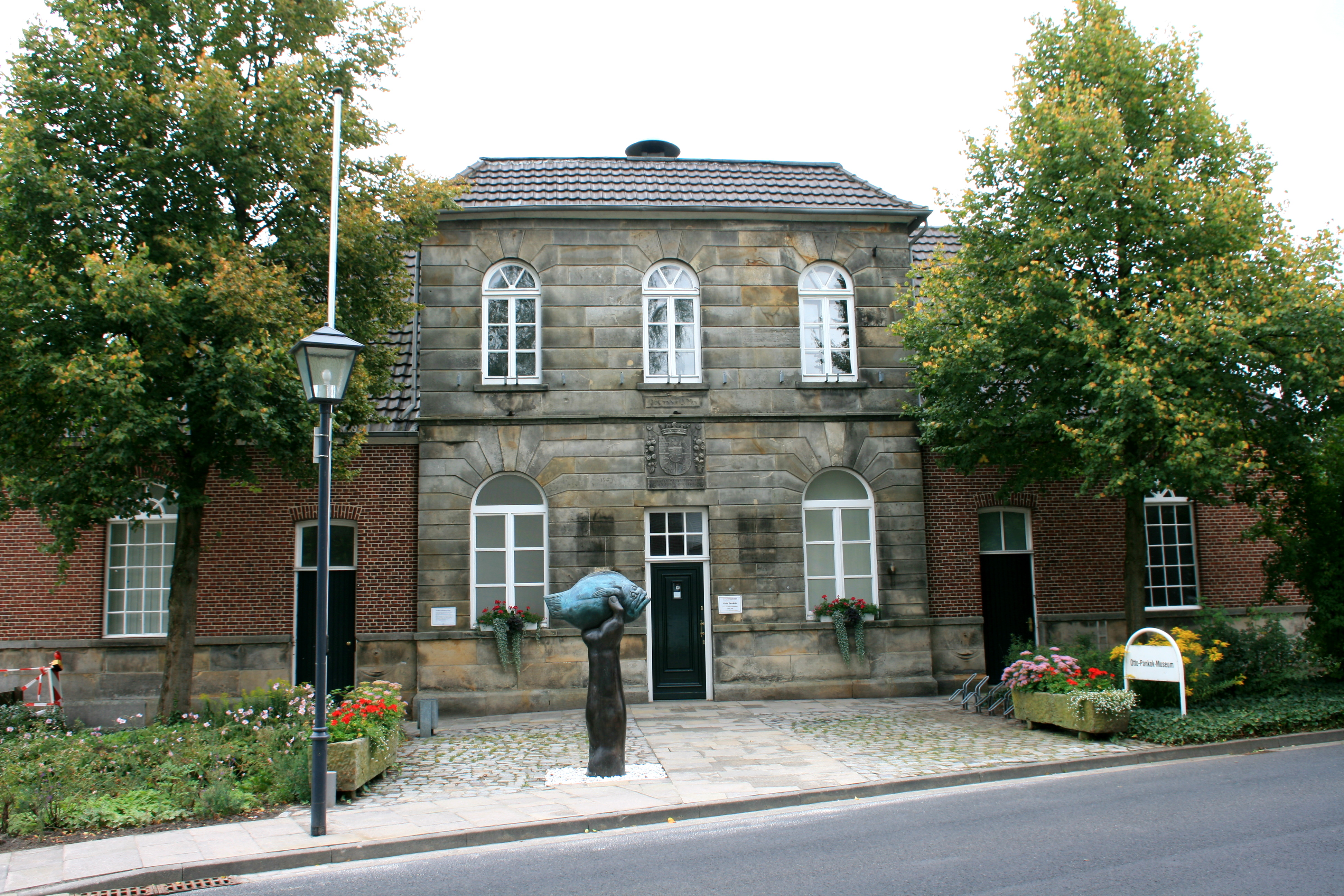
Otto-Pankok-Museum im Jahr 2011, mit Butt-im-Griff-Skulptur des Pankok-Schülers Günter Grass

Der abseits von der gotischen Hallenkirche stehende Kirchturm war mehrfach Motiv in Bildern des niederländischen Landschaftsmalers Jacob van Ruisdael (1648–1682). Ruisdael hat in den 50er Jahren des 17. Jahrhunderts Reisen in das deutsch-niederländische Grenzgebiet unternommen. Bekannter als das „Gildehaus-Motiv“ sind seine Ansichten der Burg Bentheim.
1729 hat der niederländische Zeichner Cornelis Pronk Kirche und Turm eine Zeichnung gewidmet.
Das „Alte Rathaus“ aus dem Jahre 1656 ist ein denkmalgeschützter Bau. Er wurde ursprünglich als Schule errichtet. Bis zur Gebietsreform in den 1970er Jahren wurde das Gebäude als Rathaus und Schule genutzt. Seit dem 20. Oktober 1996 beherbergt es das Otto-Pankok-Museum Gildehaus.
Der in der NS-Zeit als entartet eingestufte Künstler Otto Pankok (1893–1966) hat im Sommer 1936 in Gildehaus gelebt und gearbeitet. Er schuf hier bei ausgedehnten Streifzügen durch das Dorf und seine Umgebung über 100 seiner typischen Kohlebilder.
Friedrich Hartmann, ein zeitgenössischer Künstler, arbeitete bis zu seinem Tode im Jahre 2000 in dem als Atelier ausgebauten Mühlenstumpf der Lukasmühle auf dem Gildehauser Mühlenberg. Seine Arbeiten sind geprägt durch „Suche nach dem Licht“. Seine zur Perfektion gebrachte Technik des Holzbeizens, haben Hartmann über die Grenzen Deutschlands bekannt gemacht. Sein ehemaliges Atelier beherbergt heute das Friedrich-Hartmann-Museum.

## Schulen
- Eylardusschule – Förderschule für Lern- und Verhaltensauffällige
- Grund- und Hauptschule Gildehaus (einzige Hauptschule in der Stadt Bad Bentheim).

## Persönlichkeiten

### Söhne und Töchter des Dorfes (Stadtteils)
- Lubbert Hagen (1665–1721), Baumeister und Architekt, wirkte in den Ostniederlanden und im Münsterland[9]
- Jan Schrader (1707–1767), Baumeister
- Jan Wieking (1839–1912), Lehrer und Gründer der Schüler-, Jugend- und Volksbücherei in Gildehaus
- Friedrike Wieking (1891–1958), oberste Kriminalpolizistin im Dritten Reich und Leiterin der Jugendkonzentrationslager Moringen und Uckermark sowie an der T4-Aktion beteiligt

### Personen, die vor Ort gelebt und gewirkt haben
- Hermann Aschendorf (1793–1867), Arzt in Gildehaus, Medizinalrat und Hofmedicus, Träger verschiedener hoher Orden[10]
- Ernst Buermeyer (1883–1945), Bürgermeister 1920–1933
- Heinrich Kloppers (1891–1944), Textilarbeiter, Gewerkschafts- und Kirchenfunktionär, Reichsbannermann, Bürgervorsteher, 1944 verhaftet und im KZ Neuengamme getötet
- Otto Pankok (1893–1966), Maler, Grafiker und Bildhauer
- Josef Ständer (1894–1976), Arzt und NSDAP-Kreisleiter